# 横田一則
横田 一則（よこた かずのり、1978年4月3日 - ）は、日本の元総合格闘家。引退後は総合格闘技ジム「K-Clann」を主宰。2004年のプロデビュー以降、主にDEEP、戦極-SENGOKU-に出場し、DEEPでは2007年にライト級で、2012年にフェザー級で王座を獲得。千葉県船橋市出身。

## 来歴
小学1年生の頃に柔道を始め、順天堂大学柔道部では主将を務めた。松戸国際高等学校、順天堂大学卒業。実業団にも入団し、大学卒業後も柔道を続ける。大学時代のライバルであった中村和裕がPRIDEに出場しているのに影響されて、GRABAKAに一般ジム生として入会。
2004年9月19日、プロデビュー戦となったDEMOLITION 040919 2nd Anniversaryにて中村K太郎と対戦し、0-0の判定で引き分けた。
2005年9月3日、DEEP 20 IMPACTで行われた「全面対抗戦 DEEP戦士VSGRABAKA」という3対3の対抗戦において中堅に抜擢され、長岡弘樹に3-0の判定勝ちを収めプロ初勝利を挙げた。
2005年10月30日、club DEEP 富山でBarbaro44と対戦、0-1の判定で引き分けた。
2006年12月20日、DEEP 27 IMPACTのライト級王座挑戦者決定戦でBarbaro44と再戦し、2-0の判定勝ちを収め挑戦権獲得に成功した。
2007年2月16日、DEEP 28 IMPACTで行われたDEEPライト級タイトルマッチにて王者の帯谷信弘と対戦し、3-0の判定勝ちを収め王座獲得に成功した。
2007年6月16日、キックボクシングデビュー戦となったclub DEEP 東京でイ・デヨンと対戦し、3-0の判定勝ち。
2007年10月28日、SHOOT BOXING BATTLE SUMMIT GROUND ZERO TOKYO 2007でファディル・シャバリと対戦し、3-0の判定勝ち。この試合で脚を疲労骨折し、手術を行った。
2008年5月19日、DEEP 35 IMPACTのDEEPライト級タイトルマッチにて挑戦者のハン・スーファンと対戦し、1Rに右フックによるKO負けを喫し王座防衛に失敗した。

### 戦極・SRC
2008年8月24日、戦極初参戦となった戦極 〜第四陣〜のライト級グランプリシリーズ1回戦でボーヤン・コセドナーと対戦し、3-0の判定勝ち。試合後のリング上では「ケガをしてぜんぜん練習できなくて、今回は言い訳させてください」と発言し、同門の郷野聡寛に「言い訳ハゲ」と言われた。
2008年11月1日、戦極 〜第六陣〜ライト級グランプリシリーズ準決勝で廣田瑞人に3-0の判定勝ちするも、決勝では北岡悟に0-3の判定負けし、準優勝となった。
2009年5月2日、戦極 〜第八陣〜でレオ・サントスと対戦し、2-1の判定勝ちを収めた。
2009年7月24日、Krushで廣野祐とキックボクシングルールで対戦。2Rに2回のダウンを奪われるなどして、0-3の判定負け。
2009年9月23日、戦極 〜第十陣〜でライアン・シュルツと対戦し、右フックで失神KO勝ち。失神しているシュルツを気遣うことなくマイクパフォーマンスを行ったことに対し、シュルツのセコンドを務めていた長南亮にブログで苦言を呈された
2009年11月7日、戦極 〜第十一陣〜で光岡映二と対戦し、判定勝ち。「ライト級王座挑戦者査定試合」とも言われた試合に勝利を収め、大会後には國保尊弘戦極広報が「（大晦日興行での廣田瑞人の王座挑戦者は）横田選手になると思います」と語ったが、その後、大晦日興行は中止となった。
2009年12月31日、Dynamite!! 〜勇気のチカラ2009〜のDREAM vs SRC 対抗戦で川尻達也と対戦し、0-3の判定負けを喫した。のちに1か月前の11月25日に交通事故に遭い、腰痛椎弓骨折していたことを明かした。
2010年10月30日、10か月ぶりの復帰戦となったSRC15でブライアン・コッブと対戦し、1-2の判定負け。コッブは前日計量で規程体重をクリアできず減点1が与えられた状態で試合が開始された。
2010年12月30日、戦極 Soul of Fightでジャダンバ・ナラントンガラグと対戦し、左フックによる失神KO負け。

### DEEP復帰
2011年7月18日、GRABAKAを退団した。
2012年2月18日、DEEP 57 IMPACT 〜12年目の現実〜のDEEPフェザー級王者決定戦にて門脇英基と対戦し、3-0の判定勝ちを収め王座獲得に成功した。
2013年2月16日、DEEP 61 IMPACTのDEEPフェザー級タイトルマッチにて挑戦者の昇侍と対戦し、5-0の判定勝ちを収め初の王座防衛に成功した。
2014年4月29日、DEEP 66 IMPACTのDEEPフェザー級タイトルマッチにて挑戦者の津田勝憲と対戦し、5-0の判定勝ちを収め2度目の王座防衛に成功した。
2016年5月27日、ONE Championship初出場となったONE Championship 43: Kingdom of ChampionsのONEフェザー級タイトルマッチにて王者のマラット・ガフロフと対戦し、2Rにリアネイキッドチョークによる一本負けを喫し、王座獲得に失敗した。
2016年12月17日、DEEPフェザー級タイトルを返上した。
2017年9月3日、自身が代表を務めるジム『K-Clann』をオープン。
2018年6月30日、DEEP 84 IMPACTにて石川英司を相手に引退試合を行った。現役を退いて以降は、K-ClannからRIZIN王者となる牛久絢太郎や伊澤星花を輩出するなど指導者として活躍している。

## 選手としての特徴
スピードに自信を持ち、柔道で鍛えられた重い腰と、パワーのある打撃と寝技を駆使する。DEEPでは格上といわれる相手にも真っ向から勝負を挑みデビュー以来負けなしでDEEPライト級王者となった。

## 戦績

### プロ総合格闘技
| 総合格闘技 戦績 | 総合格闘技 戦績 | 総合格闘技 戦績 | 総合格闘技 戦績 | 総合格闘技 戦績 | 総合格闘技 戦績 | 総合格闘技 戦績 |
| --------------- | --------------- | --------------- | --------------- | --------------- | --------------- | --------------- |
| 37 試合         | (T)KO           | 一本            | 判定            | その他          | 引き分け        | 無効試合        |
| 25 勝           | 4               | 5               | 16              | 0               | 3               | 0               |
| 9 敗            | 3               | 2               | 4               | 0               | 3               | 0               |

| 勝敗 | 対戦相手                     | 試合結果                            | 大会名                                                                    | 開催年月日     |
| ×    | 石川英司                     | 5分3R終了 判定1-2                   | DEEP 84 IMPACT                                                            | 2018年6月30日  |
| ×    | クリスチャン・リー           | 2R 4:34 ギロチンチョーク            | ONE Championship 68: Visions of Victory                                   | 2018年3月9日   |
| ○    | ユン・ダウォン               | 2R 4:20 アームロック                | DEEP 81 IMPACT                                                            | 2017年12月23日 |
| ×    | マーチン・ヌグエン           | 1R 3:36 TKO（パウンド）             | ONE Championship 51: QUEST FOR POWER                                      | 2017年1月14日  |
| ×    | マラット・ガフロフ           | 2R 4:25 リアネイキドチョーク        | ONE Championship 43: Kingdom of Champions 【ONEフェザー級タイトルマッチ】 | 2016年5月27日  |
| ○    | 今成正和                     | 5分3R終了 判定3-0                   | DEEP 74 IMPACT                                                            | 2015年12月20日 |
| ○    | 高橋憲次郎                   | 5分3R終了 判定3-0                   | DEEP CAGE IMPACT 2015                                                     | 2015年8月29日  |
| ○    | 大原樹理                     | 5分2R終了 判定3-0                   | FUNABASHI BOM-BA-YE!                                                      | 2015年5月9日   |
| ○    | ISAO                         | 5分3R終了 判定3-0                   | DEEP DREAM IMPACT 2014 〜大晦日SPECIAL〜                                  | 2014年12月31日 |
| ○    | 鍵山雄介                     | 1R 2:38 アームロック                | DEEP 68 IMPACT                                                            | 2014年8月23日  |
| ○    | 津田勝憲                     | 5分3R終了 判定5-0                   | DEEP 66 IMPACT 【DEEPフェザー級タイトルマッチ】                           | 2014年4月29日  |
| ○    | ソン・ドゥリ                 | 2R 4:00 TKO（マウントパンチ）       | DEEP CAGE IMPACT 2013 in TDC HALL                                         | 2013年11月24日 |
| ○    | キム・ウンギョム             | 1R 4:02 アームロック                | DEEP CAGE IMPACT 2013 in KORAKUEN HALL                                    | 2013年6月15日  |
| ○    | 昇侍                         | 5分3R終了 判定5-0                   | DEEP 61 IMPACT 【DEEPフェザー級タイトルマッチ】                           | 2013年2月16日  |
| ○    | アナトリー・サフロノフ       | 3R 4:07 リアネイキドチョーク        | Abu Dhabi Warriors                                                        | 2012年11月2日  |
| ○    | 門脇英基                     | 5分3R終了 判定5-0                   | DEEP 57 IMPACT 〜12年目の現実〜 【DEEPフェザー級王者決定戦】              | 2012年2月18日  |
| ○    | 戸井田カツヤ                 | 2R 0:25 TKO（タオル投入）           | DEEP CAGE IMPACT 2011 in TOKYO                                            | 2011年10月29日 |
| ○    | 昇侍                         | 5分3R終了 判定3-0                   | DEEP 54 IMPACT                                                            | 2011年6月24日  |
| ×    | ジャダンバ・ナラントンガラグ | 1R 2:03 KO（左フック）              | 戦極 Soul of Fight                                                        | 2010年12月30日 |
| ×    | ブライアン・コッブ           | 5分3R終了 判定1-2                   | SRC15                                                                     | 2010年10月30日 |
| ×    | 川尻達也                     | 5分3R終了 判定0-3                   | Dynamite!! 〜勇気のチカラ2009〜                                           | 2009年12月31日 |
| ○    | 光岡映二                     | 5分3R終了 判定3-0                   | 戦極 〜第十一陣〜                                                         | 2009年11月7日  |
| ○    | ライアン・シュルツ           | 1R 2:31 KO（右フック）              | 戦極 〜第十陣〜                                                           | 2009年9月23日  |
| ○    | レオ・サントス               | 5分3R終了 判定2-1                   | 戦極 〜第八陣〜                                                           | 2009年5月2日   |
| ×    | 北岡悟                       | 5分3R終了 判定0-3                   | 戦極 〜第六陣〜 【ライト級グランプリシリーズ2008 決勝】                   | 2008年11月1日  |
| ○    | 廣田瑞人                     | 5分3R終了 判定3-0                   | 戦極 〜第六陣〜 【ライト級グランプリシリーズ2008 準決勝】                 | 2008年11月1日  |
| ○    | ボーヤン・コセドナー         | 5分3R終了 判定3-0                   | 戦極 〜第四陣〜 【ライト級グランプリシリーズ2008 1回戦】                  | 2008年8月24日  |
| ×    | ハン・スーファン             | 1R 3:38 KO（右フック）              | DEEP 35 IMPACT 【DEEPライト級タイトルマッチ】                             | 2008年5月19日  |
| ○    | ミノル・ダバレス・ツチヤ     | 1R 3:53 腕ひしぎ十字固め            | DEEP 31 IMPACT                                                            | 2007年8月5日   |
| ○    | 帯谷信弘                     | 5分3R終了 判定3-0                   | DEEP 28 IMPACT 【DEEPライト級タイトルマッチ】                             | 2007年2月16日  |
| ○    | Barbaro44                    | 5分3R終了 判定2-0                   | DEEP 27 IMPACT                                                            | 2006年12月20日 |
| ○    | 小見川道大                   | 5分3R終了 判定2-0                   | DEEP 26 IMPACT                                                            | 2006年10月10日 |
| △    | ミルトン・ヴィエイラ         | 5分2R終了 判定1-1                   | DEEP 24 IMPACT                                                            | 2006年4月11日  |
| ○    | 梅田恒介                     | 2R 4:05 TKO（バックマウントパンチ） | DEEP 23 IMPACT                                                            | 2006年2月5日   |
| △    | Barbaro44                    | 5分2R終了 判定0-1                   | club DEEP 富山 -野蛮人祭り3-                                              | 2005年10月30日 |
| ○    | 長岡弘樹                     | 5分3R終了 判定3-0                   | DEEP 20th IMPACT                                                          | 2005年9月3日   |
| △    | 中村K太郎                    | 5分2R終了 判定0-0                   | DEMOLITION 040919 2nd Anniversary                                         | 2004年9月19日  |

### アマチュア総合格闘技
| 勝敗 | 対戦相手 | 試合結果                 | 大会名                                         | 開催年月日    |
| ○    | 石島大悟 | 1R 4:41 腕ひしぎ十字固め | PANCRASE 2005 SPIRAL TOUR 【パンクラスゲート】 | 2005年7月10日 |

### キックボクシング
| 勝敗 | 対戦相手             | 試合結果       | 大会名                                            | 開催年月日     |
| ○    | ほそえとしひろ       | 3R終了 判定3-0 | DEEP CAGE IMPACT 2011 in HAMAMATSU                | 2011年9月18日  |
| ×    | 廣野祐               | 3R終了 判定0-3 | Krushライト級グランプリ2009 〜開幕戦 Round.1〜    | 2009年7月24日  |
| ○    | ファディル・シャバリ | 3R終了 判定3-0 | SHOOT BOXING BATTLE SUMMIT GROUND ZERO TOKYO 2007 | 2007年10月28日 |
| ○    | イ・デヨン           | 3R終了 判定3-0 | club DEEP 東京                                    | 2007年6月16日  |

### アマチュアキックボクシング
| 勝敗 | 対戦相手 | 試合結果                | 大会名          | 開催年月日    |
| ×    | 西谷大成 | 1分1R+延長R終了 判定5-0 | BREAKING DOWN 7 | 2023年2月19日 |

## 獲得タイトル
- 第3代DEEPライト級王座（2007年）
- 第5代DEEPフェザー級王座（2012年）